# Grand Prix de Vassivière
Le Grand Prix de Vassivière est une course cycliste contre-la-montre française disputée sur un circuit de 27,2 kilomètres tracé autour du Lac de Vassivière. Elle fait partie du calendrier élite nationale de la Fédération française de cyclisme et compte comme une manche de la Coupe de France DN1 jusqu'en  2012.

## Palmarès
| Année                    | Vainqueur         | Deuxième      | Troisième        |
| ------------------------ | ----------------- | ------------- | ---------------- |
| Grand Prix du muguet     |                   |               |                  |
| 2010                     | Paul Poux         | Tanel Kangert | Frédéric Finot   |
| Grand Prix de Vassivière |                   |               |                  |
| 2011                     | Stéphane Rossetto | Yoann Paillot | Jérôme Mainard   |
| 2012                     | Alexis Gougeard   | Gert Jõeäär   | James McLaughlin |